# Giuseppe Beghetto
Giuseppe Beghetto (Tombolo, província de Pàdua, 8 d'octubre de 1939) va ser un ciclista italià, que fou professional entre 1963 i 1973. Combinà la carretera amb la pista, sent aquesta darrera especialitat en la qual aconseguí els seus èxits esportius més importants.
El 1960 va prendre part en els Jocs Olímpics de Roma, en què guanyà una medalla d'or en la prova de tàndem, fent parella amb Sergio Bianchetto.
Com a professional aconseguí tres campionats del món de velocitat, el 1965, 1966 i 1968.

## Palmarès
- 1958
  -  Campió d'Itàlia del km contrarellotge amateur
- 1960
  -  Medalla d'or als Jocs Olímpics de Roma en tàndem
- 1961
  -  Campió d'Itàlia de velocitat amateur
  -  Campió d'Itàlia de tàndem amateur
  - 1r al Gran Premi de París en velocitat amateur
- 1962
  -  Campió d'Itàlia de velocitat amateur
  -  Campió d'Itàlia de tàndem amateur
- 1965
  -  Campió del món de velocitat
- 1966
  -  Campió del món de velocitat
- 1967
  -  Campió d'Itàlia de velocitat
- 1968
  -  Campió del món de velocitat
  -  Campió d'Itàlia de velocitat
  - 1r al Gran Premi de París en velocitat
  - 1r al Gran Premi de París en velocitat amateur
- 1969
  -  Campió d'Itàlia de velocitat
  - Vencedor de 2 etapes al Giro de Sardenya
- 1971
  - Vencedor d'una etapa de la Tirreno-Adriatico

### Resultats al Tour de França
- 1970. Abandona (11a etapa)